# Francisco Silvela y le Vielleuze
Francisco Silvela y le Vielleuze foi um político da Espanha. Ocupou o lugar de presidente do governo de Espanha.
Sepultado no Cemitério de San Isidro em Madrid.